# Mul-T-Lock
Mul-T-Lock ist ein israelischer Hersteller von Schlössern und Tochtergesellschaft der schwedischen Marke Assa Abloy mit Sitz in Jawne. Seit den 1970er Jahren hat sich das Unternehmen auf die globale Entwicklung und Anfertigung von Sicherheitsschlössern und Zutrittskontrollen spezialisiert.  

## Geschichte
Nachdem Avraham Bachri im Jahr 1972 ein Türschloss für seinen Nachbarn angefertigt hatte, entwarf er 1973 gemeinsam mit Moshe Doley eine Mehrfachverriegelung für erhöhte Türsicherheit. Auf den Erfolg ihres ersten Produktes hin, gründeten die beiden im Jahr 1973 die Firma Ray-Bariach.
Das Unternehmen expandierte und spezialisierte seine Produktlinie bis 1982 auf Sicherheitszylinder, Schlösser und Zubehör, Stahltüren sowie Wagenschutz-Produkte. Dieser Produktzweig wurde 1985 in Mul-T-Lock umbenannt, wobei die Firma Ray-Bariach weiterhin als Hersteller für Sicherheitstüren- und -fenster unter demselben Logo bestehen blieb. Das Unternehmen Mul-T-Lock ist im Besitz von Patentierungen verschiedener Schlösser und Schlosssysteme.
Zusätzlich begann Mul-T-Lock mit dem Herstellen von automatischen Schlüsselfräsmaschinen und Montageeinrichtungen, wodurch Schlosser die Möglichkeit hatten, komplexe Schlüssel-Systeme anzufertigen.  
Im Februar 2000 wurde Mul-T-Lock von Assa Abloy übernommen. Standort der Unternehmenszentrale war ursprünglich die Barkan Siedlung der Westbank-Region, wurde allerdings im Jahr 2012 auf internationalen Druck hin in die Stadt Jawne (Israel) verlegt.

## Unternehmen
Mul-T-Lock wird von Shmulik Sternshus geleitet. Das Unternehmen hat Niederlassungen im Vereinigten Königreich, Frankreich, den USA, Kanada, Mexiko, der Tschechischen Republik, Argentinien, der Türkei, Slowenien und den Niederlanden. Seit 2022 ist es auch in Dubai vertreten.

## Produkte
Mul-T-Lock Produkte werden in nahezu 70 Ländern als Sicherheitslösungen für Wohnhäuser, Firmen und Industrie vertrieben und stammen aus den folgenden Kategorien:
- Elektromechanische Schlösser
- Zugangskontroll-Systeme
- Schlüsselplattformen
- Schlüsselfräsmaschinen
- Schließzylinder
- Mehrfachverriegelungen
- Vorhängeschlösser
- Schlossgarnituren
- Schlosskästen
- Industrial Locks
- Schlüsselmanagement-Systeme
- Fahrzeug-Schutz